# Brian Mieres
Brian Luis Mieres (Paso de los Libres, 28 luglio 1995) è un calciatore argentino, difensore del Mitre (SdE).

## Caratteristiche tecniche
È un terzino destro.

## Carriera
Cresciuto nel settore giovanile del San Lorenzo, ha esordito in prima squadra il 20 aprile 2016 disputando l'incontro di Coppa Libertadores pareggiato 1-1 contro l'LDU Quito.